# Rissoa lilacina
Espèce
Rissoa lilacina Récluz, 1843 est une espèce de petits mollusques gastéropodes marins de la famille des Rissoïdés.

## Description
La coquille peut atteindre 5 mm de hauteur pour 2,75 mm de largeur. Elle est constituée de 6 ou 7 tours légèrement bombés. Des côtes sont généralement bien développées sur les deux derniers tours . Par ailleurs des crêtes fines en spirale et à disposition transversale se croisent pour former un motif rectangulaire, discret entre les côtes mais bien visibles sur la partie inférieure du dernier tour. Une varice est développée sur le labre chez les individus ayant achevé leur croissance, lesquels peuvent également présenter des épaississements sur le pourtour de l'ouverture qui en est rétrécie.
Couleur jaunâtre ou tirant sur le rouge. Un liséré interne lilas borde le pourtour de l'ouverture.
L'animal a des flancs crème, la bordure du pied brune et des tentacules céphaliques dont l'axe est jaune vif.

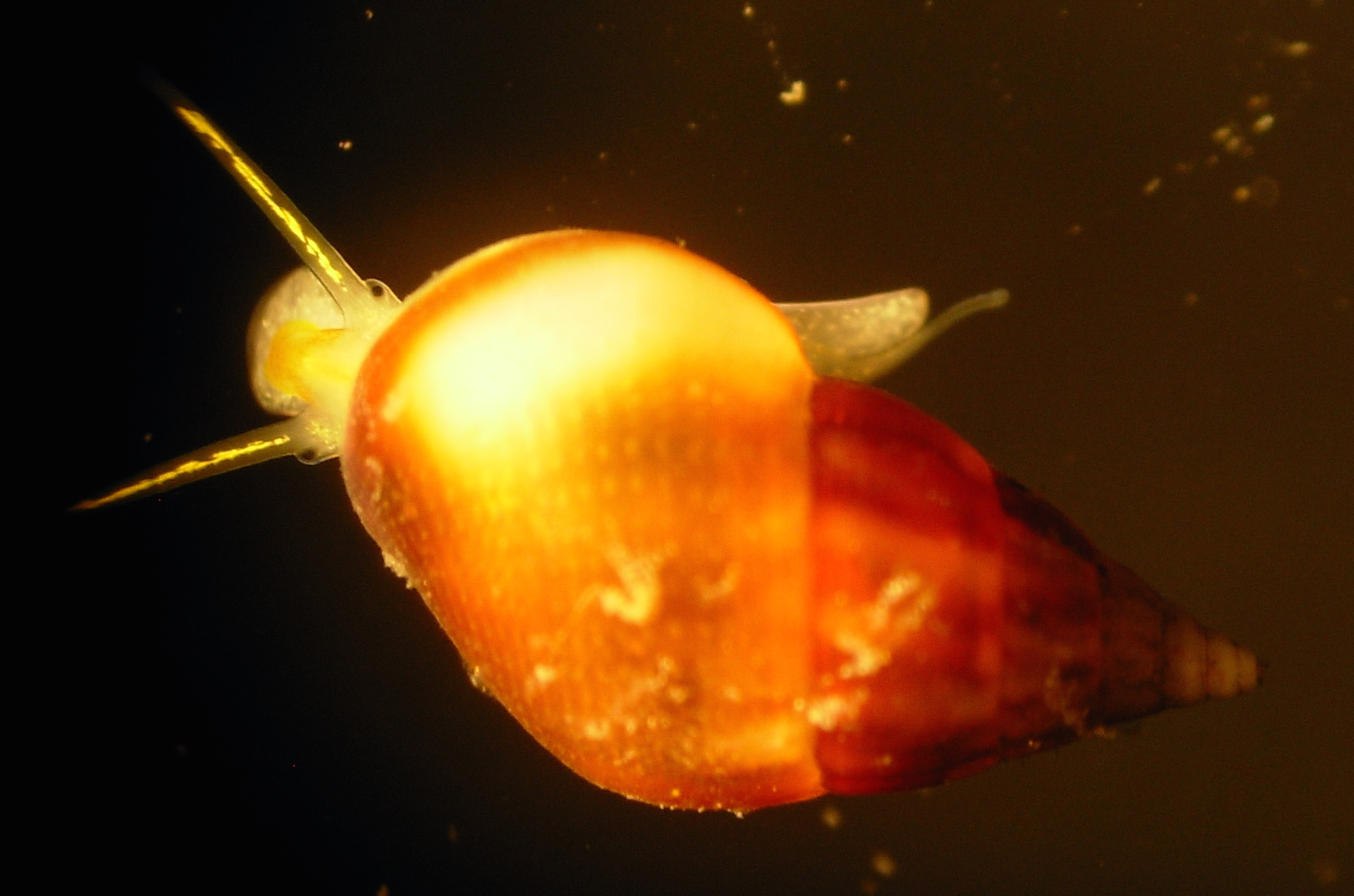
Vue dorsale. Mufle, tentacules céphaliques et yeux. Coquille. Pied et tentacule métapodial.
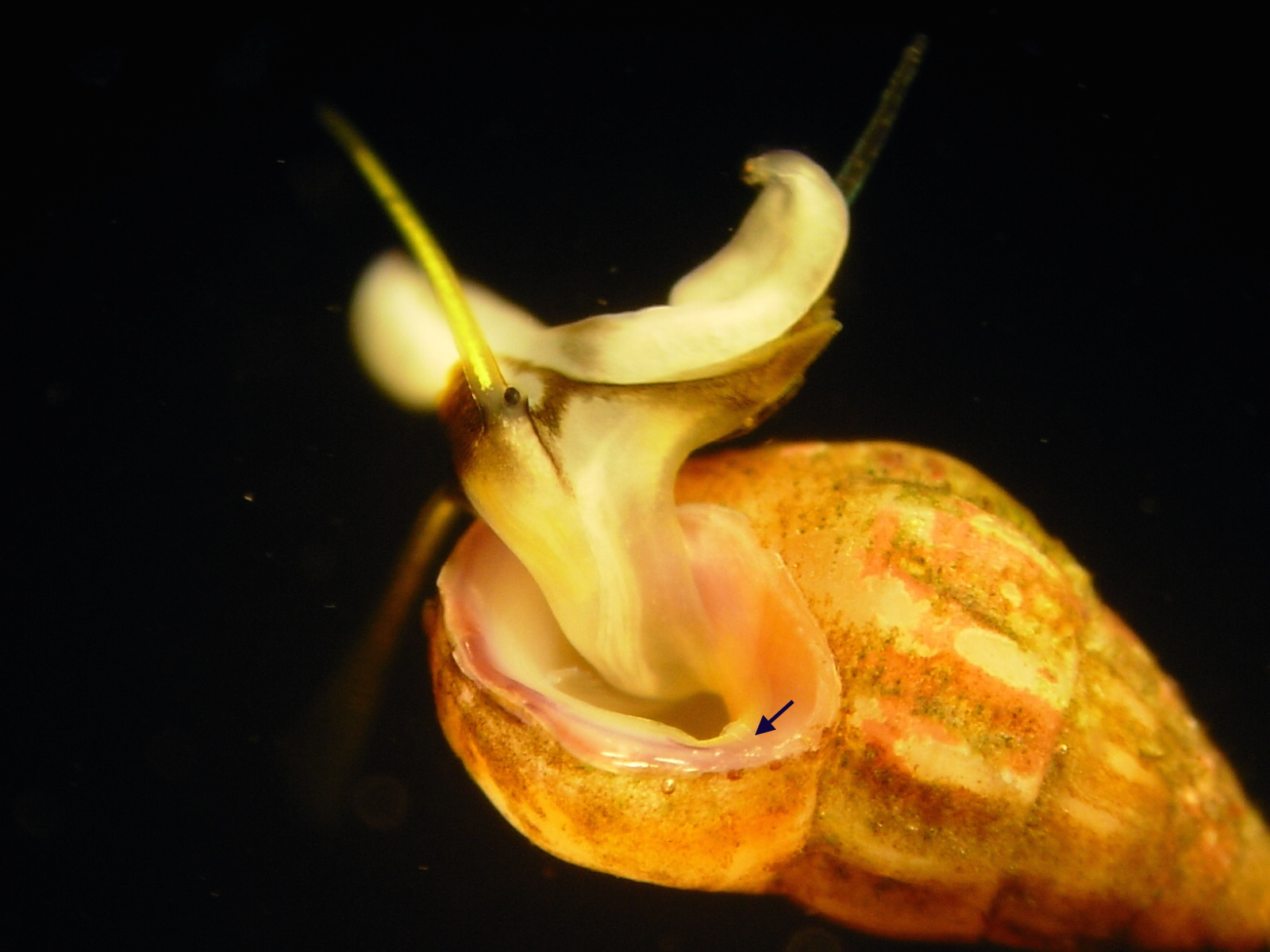
Vue du côté droit du corps, du tentacule palléal (flèche) et de la coquille.

## Biologie
Rissoa lilacina vit parmi les algues sur les côtes rocheuses et également sur des zones sableuses, au niveau des basses mers de vive eau et dans l'étage infralittoral.

## Distribution
Depuis les côtes ouest de l'Écosse, au nord,  et le long des côtes atlantiques européennes, plus au sud. Il pénètre dans la Manche jusqu'au niveau de l'île de Wight.